# Růžena Thonová
Růžena Thonová roz. Jínová (18. dubna 1891 Lomnice – 10. května 1971 Praha) byla česká publicistka a překladatelka.

## Životopis
Narodila se v rodině pekaře Ignáce Jíny (1856–1901) a Františky roz. Hirnšálové (1860–1947). Měla čtyři bratry: Josefa (1882–1936), Jaroslava (1883–1925), Jaromíra (1887–1915) a Hynka (1895–1951).
Od roku 1906 Růžena navštěvovala městské dívčí lyceum v Chrudimi a po maturitě (1909) si zapsala na Filozofické fakultě Univerzity Karlovy obory francouzština, němčina a česká literatura. V letech 1910–1911 navštěvovala přednášky na Pařížské univerzitě, po návratu pokračovala ve studiu v Praze, kde je také ukončila. Po sňatku s literárním historikem a pozdějším ředitelem Městské knihovny v Praze Janem Thonem se věnovala především překládání z francouzštiny a němčiny. Zabývala se též publicistikou.

## Dílo

### Překlady
- Racek – Irene Schellander; z francouzštiny; úvod František Sekanina; in: 1000 nejkrásnějších novel... č. 74. Praha: J. R. Vilímek, 1914
- Kapitán Iks: pohnuté příhody pana Herberta de Renicha – Gaston Leroux. Praha: Českomoravské podniky tiskařské a vydavatelské (ČMPTV), 1923
- Neviditelná bitva – G. Leroux. Praha: ČMPTV, 1923
- Voršila: román – Honoré de Balzac. Vyškov: František Obzina, 1924
- Jak potůček plyne – Camille Lemonnier. Praha: Aventinum, 1925
- Ve svěžím srdci lesa – C. Lemonnier. Praha: Aventinum, 1925
- Právo na štěstí – C. Lemonnier. Praha: Aventinum, 1925
- Když jsem byla mužem: deník ženy; Moloch; Mlýny ve větru – C. Lemonnier. Praha: Otakar Štorch-Marien, 1926
- Mlýny ve větru – C. Lemonnier. Praha: Aventinum, 1926
- Mimi Pinson – Alfred de Musset; s ilustracemi a v grafické úpravě Petra Dillingra. Praha: František Topič, 1926
- Siegfried a Limuzinsko: román – Jean Giraudoux. Praha: Aventinum, 1927
- Bakalář ze Salamanky, aneb, Příhody a dobrodružství Dona Cherubína z Rondy – Le Sage. Praha: Bohuslav Hendrich, 1927
- Siegfried: hra o čtyřech dějstvích – J. Giraudoux. 1928 (v ND r. 1929 hráno 7krát)
- Človíček boží – C. Lemonnier. Praha: Aventinum, 1928
- Z důvěrného deníku – Henri Fréderic Amiel; a napsala úvod. Praha: B. Hendrich, 1929
- Smějící se bůh – Bruno Brehm, z němčiny. Praha: Aventinum, 1929
- Paní Bovaryová: venkovské mravy – Gustave Flaubert; doslov napsal Otokar Šimek. Praha: O. Štorch-Marien, 1930
- Malý pan Friedemann – Thomas Mann. Praha: Adolf Synek, 1930
- Tereza: kronika ženina života – Arthur Schnitzler. Praha: Alois Srdce, 1930
- Nový Amfitryon – J. Giraudoux (v ND a SD r. 1931 hráno 21krát)
- Turgeněv – André Maurois. Praha: Aventinum, 1931
- Hekaté – Pierre Jean Jouve; z francouzštiny. Praha: Mánes, 1932
- Bodláčí baraganské – Panaït Istrati. Praha: Družstevní práce, 1933
- 1900 – Paul Morand; z francouzštiny. Praha: A. Srdce, 1933
- Stávka v přístavě – P. Istrati. Praha: J. R. Vilímek, 1934
- Kronika rodiny za třetí republiky: Strážce trosek. 5. díl – Robert Francis; z francouzštiny. Praha: Václav Petr, 1935
- Kronika rodiny za třetí republiky: U tří krásek. 1. díl – R. Francis. Praha: V. Petr, 1936
- Světlou stopou – Maxence van der Meersch; z francouzštiny. Praha: J. R. Vilímk, 1937
- Zázračný rybolov: román – Guy de Pourtalès; z francouzštiny. Praha: V. Petr, 1938